# Fort du Moulin (Trois-Rivières)
Le fort du Moulin est un des divers ouvrages défensifs érigés au XVIIe siècle le long du fleuve Saint-Laurent, au Québec. C'était l’un des trois réduits approuvés ou villages fermés pour les censitaires de la seigneurie de Cap-de-la-Madeleine. Il était situé dans le secteur Cap-de-la-Madeleine de la ville de Trois-Rivières, en Mauricie.

## Historique
Les premières concessions sur la seigneurie de Cap-de-la-Madeleine remontent à 1649. Cette année-là, les Jésuites ont distribué des terres à des concessionnaires qui habitaient déjà à Trois-Rivières, du côté ouest de la rivière Saint-Maurice. Les voyages par eau de Trois-Rivières au Cap-de-la-Madeleine pour aller défricher leurs terres étaient sans cesse soumis aux attaques des Iroquois. Le 16 octobre 1654, le gouverneur Lauzon ordonne aux concessionnaires de résider au Cap ou d’y mettre un homme établi, sous peine de perdre la concession « après quinze jours d’absence », « sans espérance de restitution ». Le 14 novembre 1654, il ordonne aux résidents « de porter continuellement sur soi avec ses armes, poudre et plomb pour tirer six coups, à peine d’amendes ».
Dans une lettre datée du 25 juin 1660, Marie de l'Incarnation écrivait : « M. le gouverneur a puissamment travaillé à faire des réduits ou villages fermés, où il oblige chacun de bâtir une maison pour sa famille et faire des granges communes pour assurer les moissons, faute de quoi il fera mettre feu dans les maisons de ceux qui ne voudront pas obéir. ». Cette ordonnance du gouverneur n’a pas été retrouvée mais elle est corroborée dans un acte du notaire Louis Laurent, daté du 27 juillet 1662, qui rappelle aux habitants du Cap leur obligation à se bâtir à l’intérieur de l’un des « trois réduits approuvés ». Ce jour-là, le Procureur fiscal ordonnait à Nicolas Gaillou dit Lataille de cesser les travaux de construction d’une maison en dehors des réduits.
Les « trois réduits approuvés » sont le fort du moulin, situé sur le premier domaine des Jésuites, le fort Saint-François, situé sur le deuxième domaine des Jésuites, et le fort Sainte-Marie, situé sur l’arrière-fief Sainte-Marie. À cette époque, il est impensable de vivre en dehors des forts.
Le fort du moulin, aussi appelé fort du cap ou fort du moulin à vent ou village du moulin  était « une simple redoute où se réfugient les habitants pour se protéger des incursions iroquoises ».
Le fort a été construit après 1649, date des premières concessions, et avant 1653. Il existait déjà en 1653 : Émery Calteau ou Cailleteau fut tué par les Iroquois le 2 juin 1653 « proche du fort ». Selon Loranger, c’est le fort érigé sur la première terre des Jésuites. Le 7 janvier 1661, la maison du défunt Cailleteau est dite « proche le moulin à vent du Cap ».
Peu d’informations semblent disponibles sur ce fort qui comptait au moins deux maisons, celle de Jean Desmarais en 1661 et celle de Pierre Couc mesurant 18 pieds sur seize près du moulin à vent.

## Localisation
Sur leur seigneurie du Cap-de-la-Madeleine, les Jésuites se sont réservé trois domaines qu’ils décrivent dans une déclaration datée d’octobre 1663 : un moulin à vent avait été érigé sur le premier domaine qui mesurait quatre arpents de front vis-à-vis du Cap des Trois-Rivières, le fameux cap d’où vient le nom de Cap-de-la-Madeleine, un cap  ou pointe de terre qui avançait dans le fleuve et qui est disparu par l’érosion de l’eau. Cet emplacement serait situé entre l’actuelle rue Duguay et son prolongement et l’actuelle rue Jean-Noël-Trudel et son prolongement.

## Vestiges
De nos jours, il n'existe aucune trace apparente de ce fort sur le terrain. Le lieu n'a fait l'objet d'aucunes fouilles archéologiques.

## Commémoration
Le site n’a fait l’objet d’aucune commémoration jusqu’à maintenant, aucun monument, aucune plaque ni panneau d’interprétation.